# Alan Warriner-Little
Alan Warriner-Little (* 24. März 1962 als Alan Warriner in Lancaster) ist ein englischer Dartspieler und aktueller TV-Experte für ITV.

## Leben
Vor seiner Dartskarriere arbeitete Warriner-Little als Krankenpfleger in Lancaster Moor Hospital. Er war von 1987 bis 1991 mit seiner ersten Ehefrau, Joanne, verheiratet und ging 1991 seine zweite Ehe mit Kim ein. Diese hielt bis 2003. Seine dritte Ehefrau, Brenda Little, heiratete er im Sommer 2005 und änderte seinen Namen von Alan Warriner zu Alan Warriner-Little. Die beiden haben einen Sohn namens Josh. Warriner-Little ist ein bekennender Anhänger von Manchester United.

## Karriere
Bevor Warriner-Little ein berühmter Dartspieler wurde, war er 1987 Kandidat bei der ITV-Gameshow „Bullseye“. Ein Jahr später erzielte er bei einer erneuten Einladung 257 Punkte und erspielte so Geld für den guten Zweck.
Sein Debüt bei der BDO World Championship gab er 1989, als er im Achtelfinale Jocky Wilson erst im Sudden-Death-Leg unterlag. Warriner-Little vergab in diesem Spiel acht Darts zum Sieg. Wilson sollte später seinen zweiten Weltmeistertitel gewinnen. Warriner-Little erreichte das Viertelfinale des Turniers 1991 und 1992 und schaffte es 1993 bis ins Finale, verlor dieses jedoch mit 3:6 in den Sätzen gegen John Lowe. Diese guten Leistungen brachten ihm schließlich eine Platzierung auf Platz eins der BDO-Weltrangliste ein.
Er war zudem einer der Top-Spieler, die sich 1993 von der British Darts Organisation (BDO) lösten, um die World Darts Council (WDC), jetzt Professional Darts Corporation (PDC), zu gründen. Er war von Januar 1993 bis November 1994 die erste Nummer eins der PDC-Weltrangliste.
Warriner-Little zeigte konstant gute Leistungen bei der PDC World Championship. Er erreichte sieben Mal das Viertelfinale (1994, 1996, 1997, 2000, 2001, 2004 und 2006) und zwei Mal das Halbfinale (1999 und 2003).
Sein größter Erfolg war sicherlich der Sieg beim World Grand Prix 2001, wobei er in der ersten Runde mit 106,45 Punkten den bis heute höchsten Average bei Start über ein Doppelfeld spielen konnte. Im Jahr 2004 kam er bei dem Turnier erneut ins Finale, verlor dieses jedoch mit 3:7 in den Sätzen gegen Colin Lloyd. Warriner-Little kam außerdem beim World Matchplay 1997 und 2000 und beim World Masters 1998 ins Finale, musste sich aber jeweils geschlagen geben.
2008 war sein letztes vollständiges Jahr auf der PDC-Tour, danach zog sich der Engländer zusehend zurück. Sein letztes internationales Turnier spielte er am 25. Februar 2012. Heutzutage übernimmt er viele organisatorische Aufgaben, so ist er der Präsident der Professional Darts Players Association (PDPA) und gehört dem Komitee der Darts Regulation Authority (DRA) an. Zusätzlich steht er im Rahmen zahlreicher TV-Turniere der PDC für den englischen Sender ITV als Experte und Co-Kommentator vor und hinter der Kamera.
Bei der neu errichteten World Seniors Darts Tour war Warriner-Little wieder auf der großen Bühne zu sehen.

## Weltmeisterschaftsresultate

### BDO
- 1989: Achtelfinale (2:3-Niederlage gegen  Jocky Wilson) (Sätze)
- 1990: 1. Runde (0:3-Niederlage gegen  Mike Gregory)
- 1991: Viertelfinale (3:4-Niederlage gegen  Bob Anderson)
- 1992: Viertelfinale (0:4-Niederlage gegen  Kevin Kenny)
- 1993: Finale (3:6-Niederlage gegen  John Lowe)

### PDC
- 1994: Viertelfinale (3:4-Niederlage gegen  Steve Brown)
- 1995: Gruppenphase (1:3-Niederlage gegen  Dennis Smith und 3:2-Sieg gegen  Tom Kirby)
- 1996: Viertelfinale (1:4-Niederlage gegen  Dennis Priestley)
- 1997: Viertelfinale (3:5-Niederlage gegen  Eric Bristow)
- 1998: Gruppenphase (0:3-Niederlage gegen  Harry Robinson und 3:1-Sieg gegen  Steve Brown)
- 1999: Halbfinale (3:5-Niederlage gegen  Phil Taylor)
- 2000: Viertelfinale (0:5-Niederlage gegen  Phil Taylor)
- 2001: Viertelfinale (1:4-Niederlage gegen  John Part)
- 2002: Achtelfinale (4:6-Niederlage gegen  Colin Lloyd)
- 2003: Halbfinale (1:6-Niederlage gegen  Phil Taylor)
- 2004: Viertelfinale (1:5-Niederlage gegen  Phil Taylor)
- 2005: 3. Runde (1:4-Niederlage gegen  Paul Williams)
- 2006: Viertelfinale (0:5-Niederlage gegen  Wayne Mardle)
- 2007: 1. Runde (0:3-Niederlage gegen  Alan Tabern)
- 2008: 2. Runde (1:4-Niederlage gegen  Peter Manley)

### WSDT
- 2022: 1. Runde (0:3-Niederlage gegen  Larry Butler)

## Turnierergebnisse
| Turnier                                    | 1987                       | 1988                       | 1989                       | 1990                       | 1991                       | 1992                       | 1993                           | 1994                           | 1995                           | 1996                           | 1997                           | 1998                           | 1999                           | 2000                           | 2001                           | 2002                           | 2003                           | 2004                           | 2005                           | 2006                           | 2007                           | 2008                           | ......                         | 2022 |
| ------------------------------------------ | -------------------------- | -------------------------- | -------------------------- | -------------------------- | -------------------------- | -------------------------- | ------------------------------ | ------------------------------ | ------------------------------ | ------------------------------ | ------------------------------ | ------------------------------ | ------------------------------ | ------------------------------ | ------------------------------ | ------------------------------ | ------------------------------ | ------------------------------ | ------------------------------ | ------------------------------ | ------------------------------ | ------------------------------ | ------------------------------ | ---- |
| BDO-Major-Turniere                         |                            |                            |                            |                            |                            |                            |                                |                                |                                |                                |                                |                                |                                |                                |                                |                                |                                |                                |                                |                                |                                |                                |                                |      |
| Weltmeisterschaft                          | n/q                        | n/q                        | AF                         | 1R                         | VF                         | VF                         | F                              | nicht teilgenommen             | nicht teilgenommen             | nicht teilgenommen             | nicht teilgenommen             | nicht teilgenommen             | nicht teilgenommen             | nicht teilgenommen             | nicht teilgenommen             | nicht teilgenommen             | nicht teilgenommen             | nicht teilgenommen             | nicht teilgenommen             | nicht teilgenommen             | nicht teilgenommen             | nicht teilgenommen             | nicht teilgenommen             | n/a  |
| World Masters                              | 3R                         | 3R                         | AF                         | AF                         | VF                         | HF                         | nicht teilgenommen             | nicht teilgenommen             | nicht teilgenommen             | nicht teilgenommen             | nicht teilgenommen             | nicht teilgenommen             | nicht teilgenommen             | nicht teilgenommen             | nicht teilgenommen             | nicht teilgenommen             | nicht teilgenommen             | nicht teilgenommen             | nicht teilgenommen             | nicht teilgenommen             | nicht teilgenommen             | nicht teilgenommen             | nicht teilgenommen             | n/a  |
| British Professional                       | n/q                        | 1R                         | nicht ausgetragen          | nicht ausgetragen          | nicht ausgetragen          | nicht ausgetragen          | nicht ausgetragen              | nicht ausgetragen              | nicht ausgetragen              | nicht ausgetragen              | nicht ausgetragen              | nicht ausgetragen              | nicht ausgetragen              | nicht ausgetragen              | nicht ausgetragen              | nicht ausgetragen              | nicht ausgetragen              | nicht ausgetragen              | nicht ausgetragen              | nicht ausgetragen              | nicht ausgetragen              | nicht ausgetragen              | nicht ausgetragen              | n/a  |
| WDF-Platin-/Major-Turniere                 |                            |                            |                            |                            |                            |                            |                                |                                |                                |                                |                                |                                |                                |                                |                                |                                |                                |                                |                                |                                |                                |                                |                                |      |
| WDF World Cup                              | n/t                        | n/a                        | AF                         | n/a                        | n/t                        | n/a                        | n/t                            | n/a                            | n/t                            | n/a                            | n/t                            | n/a                            | n/t                            | n/a                            | n/t                            | n/a                            | n/t                            | n/a                            | n/t                            | n/a                            | n/t                            | n/a                            | n/t                            | n/a  |
| WDF Europe Cup                             | n/a                        | n/t                        | n/a                        | n/t                        | n/a                        | HF                         | n/a                            | n/t                            | n/a                            | n/t                            | n/a                            | n/t                            | n/a                            | n/t                            | n/a                            | n/t                            | n/a                            | n/t                            | n/a                            | n/t                            | n/a                            | n/t                            | n/t                            | n/t  |
| PDC-Ranking-Turniere                       |                            |                            |                            |                            |                            |                            |                                |                                |                                |                                |                                |                                |                                |                                |                                |                                |                                |                                |                                |                                |                                |                                |                                |      |
| Weltmeisterschaft                          | nicht ausgetragen          | nicht ausgetragen          | nicht ausgetragen          | nicht ausgetragen          | nicht ausgetragen          | nicht ausgetragen          | nicht ausgetragen              | VF                             | GP                             | VF                             | VF                             | GP                             | HF                             | VF                             | VF                             | AF                             | HF                             | VF                             | 3R                             | VF                             | 1R                             | 2R                             | n/q                            | n/t  |
| UK Open                                    | nicht ausgetragen          | nicht ausgetragen          | nicht ausgetragen          | nicht ausgetragen          | nicht ausgetragen          | nicht ausgetragen          | nicht ausgetragen              | nicht ausgetragen              | nicht ausgetragen              | nicht ausgetragen              | nicht ausgetragen              | nicht ausgetragen              | nicht ausgetragen              | nicht ausgetragen              | nicht ausgetragen              | nicht ausgetragen              | 3R                             | VF                             | 3R                             | 3R                             | 3R                             | 3R                             | n/q                            | n/t  |
| Las Vegas Desert Classic                   | nicht ausgetragen          | nicht ausgetragen          | nicht ausgetragen          | nicht ausgetragen          | nicht ausgetragen          | nicht ausgetragen          | nicht ausgetragen              | nicht ausgetragen              | nicht ausgetragen              | nicht ausgetragen              | nicht ausgetragen              | nicht ausgetragen              | nicht ausgetragen              | nicht ausgetragen              | nicht ausgetragen              | AF                             | VF                             | AF                             | 1R                             | nicht qualifiziert             | nicht qualifiziert             | nicht qualifiziert             | nicht qualifiziert             | n/a  |
| World Matchplay                            | nicht ausgetragen          | nicht ausgetragen          | nicht ausgetragen          | nicht ausgetragen          | nicht ausgetragen          | nicht ausgetragen          | nicht ausgetragen              | AF                             | AF                             | VF                             | F                              | AF                             | AF                             | F                              | AF                             | AF                             | VF                             | AF                             | 1R                             | 1R                             | 1R                             | n/q                            | n/q                            | n/t  |
| World Grand Prix                           | nicht ausgetragen          | nicht ausgetragen          | nicht ausgetragen          | nicht ausgetragen          | nicht ausgetragen          | nicht ausgetragen          | nicht ausgetragen              | nicht ausgetragen              | nicht ausgetragen              | nicht ausgetragen              | nicht ausgetragen              | AF                             | AF                             | VF                             | S                              | 1R                             | VF                             | F                              | 1R                             | 1R                             | nicht qualifiziert             | nicht qualifiziert             | nicht qualifiziert             | n/t  |
| PDC-Turniere ohne Einfluss auf das Ranking |                            |                            |                            |                            |                            |                            |                                |                                |                                |                                |                                |                                |                                |                                |                                |                                |                                |                                |                                |                                |                                |                                |                                |      |
| US Open                                    | nicht ausgetragen          | nicht ausgetragen          | nicht ausgetragen          | nicht ausgetragen          | nicht ausgetragen          | nicht ausgetragen          | nicht ausgetragen              | nicht ausgetragen              | nicht ausgetragen              | nicht ausgetragen              | nicht ausgetragen              | nicht ausgetragen              | nicht ausgetragen              | nicht ausgetragen              | nicht ausgetragen              | nicht ausgetragen              | nicht ausgetragen              | nicht ausgetragen              | nicht ausgetragen              | AF                             | 2R                             | 2R                             | n/a                            | n/a  |
| WSD-Majorturniere (Senioren-Tour)          |                            |                            |                            |                            |                            |                            |                                |                                |                                |                                |                                |                                |                                |                                |                                |                                |                                |                                |                                |                                |                                |                                |                                |      |
| Weltmeisterschaft                          | nicht ausgetragen          | nicht ausgetragen          | nicht ausgetragen          | nicht ausgetragen          | nicht ausgetragen          | nicht ausgetragen          | nicht ausgetragen              | nicht ausgetragen              | nicht ausgetragen              | nicht ausgetragen              | nicht ausgetragen              | nicht ausgetragen              | nicht ausgetragen              | nicht ausgetragen              | nicht ausgetragen              | nicht ausgetragen              | nicht ausgetragen              | nicht ausgetragen              | nicht ausgetragen              | nicht ausgetragen              | nicht ausgetragen              | nicht ausgetragen              | nicht ausgetragen              | 1R   |
| Karrierestatistiken                        |                            |                            |                            |                            |                            |                            |                                |                                |                                |                                |                                |                                |                                |                                |                                |                                |                                |                                |                                |                                |                                |                                |                                |      |
| Jahresendplatzierung                       | unbekannt                  | unbekannt                  | unbekannt                  | 4                          | ?                          | 5                          | 2                              | 8                              | 6                              | 6                              | 3                              | 2                              | 7                              | 2                              | 1                              | 4                              | 9                              | 9                              | 14                             | 24                             | 27                             | ?                              | –                              | ?    |
| Verband                                    | British Darts Organisation | British Darts Organisation | British Darts Organisation | British Darts Organisation | British Darts Organisation | British Darts Organisation | Professional Darts Corporation | Professional Darts Corporation | Professional Darts Corporation | Professional Darts Corporation | Professional Darts Corporation | Professional Darts Corporation | Professional Darts Corporation | Professional Darts Corporation | Professional Darts Corporation | Professional Darts Corporation | Professional Darts Corporation | Professional Darts Corporation | Professional Darts Corporation | Professional Darts Corporation | Professional Darts Corporation | Professional Darts Corporation | Professional Darts Corporation | WSD  |

| Legende zu den Turnierergebnissen | Legende zu den Turnierergebnissen | Legende zu den Turnierergebnissen | Legende zu den Turnierergebnissen | Legende zu den Turnierergebnissen | Legende zu den Turnierergebnissen | Legende zu den Turnierergebnissen | Legende zu den Turnierergebnissen | Legende zu den Turnierergebnissen | Legende zu den Turnierergebnissen |
| --------------------------------- | --------------------------------- | --------------------------------- | --------------------------------- | --------------------------------- | --------------------------------- | --------------------------------- | --------------------------------- | --------------------------------- | --------------------------------- |
| n/t                               | nicht teilgenommen                | n/q                               | nicht qualifiziert                | n/a                               | nicht ausgetragen                 | #R                                | Aus in jeweiliger Runde           | GP                                | Aus in der Gruppenphase           |
| AF                                | Achtelfinalist                    | VF                                | Viertelfinalist                   | HF                                | Halbfinalist                      | F                                 | Turnierfinalist                   | S                                 | Turniersieger                     |

## Titel

### BDO
- Weitere
  - British Matchplay: (1) 1990
  - British Pentathlon: (1) 1988

### WDF
- Platinum-Kategorie
  - WDF World Cup Teams: (1) 1991 (mit Phil Taylor, Eric Bristow und John Lowe)
  - WDF World Cup Gesamtwertung: (2) 1989, 1991 (jeweils mit der englischen Mannschaft)
  - WDF Europe Cup Teams: (1) 1992 (mit Phil Taylor, Bob Anderson und John Lowe)
  - WDF Europe Cup Gesamtwertung: 1992 (mit der englischen Mannschaft)
- Open-Turniere
  - Isle of Man Open: (2) 1986, 1992
  - Malta Open: (1) 1988
  - Belgium Open: (2) 1989, 1990
  - Dutch Open: (3) 1989, 1993, 1998
  - British Open: (1) 1990
  - Los Angeles Open: (1) 1991
  - Austrian Open: (1) 1992
  - North American Open: (1) 1992
  - Finnish Open: (1) 1993
  - Cleveland Extravaganza: (2) 1998, 1999
  - England Open: (1) 1998
  - German Open: (1) 1998
  - Jersey Festival of Darts: (1) 2000

### PDC
- Majors
  - World Grand Prix: (1) 2001
- Weitere
  - Witch City Pro: (3) 1994, 1999, 2000
  - UK Matchplay: (1) 1995
  - Atlantic City Open: (1) 1996
  - PDC Scottish Masters: (1) 1997
  - Windy City Open: (1) 2000
  - Witch City Open: (1) 2000
  - Eastbourne Open: (1) 2002

### Andere
- Biston Open: (1) 2000